# متيم أسود الخدين
المُتَيَّم أسود الخدين (الاسم العلمي: Agapornis nigrigenis)، هو نوع من الطيور يتبع جنس المُتَيَّم ضمن فصيلة ببغاوات العالم القديم من رتبة الببغاوات. يستوطن في جنوب غرب زامبيا. يبلغ طوله تقريباً 14 سم.